# Ставродроми (дем Горуша)
Ставродроми или Блазомища (на гръцки: Σταυροδρόμι, Ставродроми; катаревуса: Σταυροδρόμιον, Ставродромион; до 1928 година: Πλαζουμίστα, Плазумиста) е село в Егейска Македония, Република Гърция, дем Горуша (Войо), област Западна Македония.

## География
Селото е разположено на 710 m надморска височина, в областта Населица на около 10 km западно от град Неаполи (Ляпчища) и около 10 km северозападно от Цотили. На север граничи със село Месолонгос (Мислегощи), на запад - с Дихимаро (Ренда), а на изток - с Левкади (Виняни).

## История

### Етимология
Според академик Иван Дуриданов името Блазомища е най-вероятно гърцизирано славянско название със з вместо ж и първоначално е *Блажимишти или Блажимишчи, патроним на -ишчи < -itji, който произхожда от личното име *Блажим, съкратено от Блажи-мир, запазено в сръбски и в чешки - Blažimir. Според Йордан Заимов е от *Blazom от основа blaz в старобългарското . Според Дуриданов това е малко вероятно, тъй като тая основа не е застъпена в българската и сръбската антропонимия.

### В Османската империя
На Етнографската карта на Битолския вилает на Картографския институт в София от 1901 година Плозомища е чисто помашко (гръцко мохамеданско) село в казата Населица на Серфидженския санджак с 64 къщи.
В края на ХІХ век Блазомища е мюсюлманско гръкоезично село в Населишка каза на Османската империя. По данни на Васил Кънчов в 1900 година в Блазомъ (Плазоми) живеят 300 валахади (гръкоезични мюсюлмани).
Според статистика на Серфидженския санджак на гръцкото консулство в Еласона от 1904 година в Плазомища (Πλαζόμιστα), Населишка каза, живеят 200 валахади.
На етническата карта на Костурското братство в София от 1940 година, към 1912 година Блатцомище е обозначено като гръцко селище.

### В Гърция
През Балканската война в 1912 година в селото влизат гръцки части и след Междусъюзническата в 1913 година Блазомища остава в Гърция. През 1913 година при първото преброяване от новата власт в него са регистрирани 251 жители.
В средата на 20-те години жителите на селото са изселени в Турция по силата на Лозанския договор и на тяхно място са заселени понтийски гърци бежанци от Турция. В 1928 година селището е регистрирано като изцяло бежанско с 66 семейства или 233 души.
В 1928 година името на селото е сменено на Ставродромион.
Населението традиционно произвежда жито, тютюн, картофи и други земеделски продукти, като се занимава и със скотовъдство.
| Име    | Име      | Ново име | Ново име | Описание                   |
| ------ | -------- | -------- | -------- | -------------------------- |
| Царища | Τσαούστα | Камбос   | Κάμπος   | връх на ССЗ от Ставродроми |

| Година    | 1913 | 1920 | 1928 | 1940 | 1951 | 1961 | 1971 | 1981 | 1991 | 2001 | 2011 | 2021 |
| --------- | ---- | ---- | ---- | ---- | ---- | ---- | ---- | ---- | ---- | ---- | ---- | ---- |
| Население | 251  | 294  | 196  | 292  | 236  | 235  | 136  | 89   | 92   | 107  | 70   | 42   |